# ハシボソガラス
ハシボソガラス（嘴細烏、学名:Corvus corone）は、鳥綱スズメ目カラス科カラス属に分類される鳥。
英名の carrion crow は「死肉を食うカラス」を意味するが、実際は後述のとおり植物質を好む。

## 分布
ユーラシア大陸（東部、西部）。　
日本では、ほぼ全域（北海道から九州など）の平地から低山に分布する留鳥。

## 形態
全長50cmほどで、全身が光沢のある黒色をしており、雌雄同色。外から見える羽は黒いが、皮膚に近いところの短い羽毛はダウンジャケットのように白く柔らかな羽毛で、寒さに非常に強く冬も平気で水浴びをする。
地肌の色は黒っぽい灰色。脚とクチバシも黒色である。突然変異で白い個体が出現することもあり、これはアルビノまたは白変種と考えられる。
ハシブトガラスに似るがやや小さく、嘴が細く上嘴があまり曲がっていないところと、額（嘴の上）が出っ張っていないところ、鳴き声が「ガーガー」と少し濁っていることや、鳴く際にはハシブトガラスは体を振るわせず、頭を前に突き出し、のどを膨らませるのに対し、こちらは下腹や背の羽毛を逆立て、頭部を突き出して鳴き声に合わせてお辞儀のように頭を上下に動かすことなどで判別できる。
ハシボソガラスと最も近縁な種はクビワガラスであり、ハシブトガラスはやや離れている。

## 生態

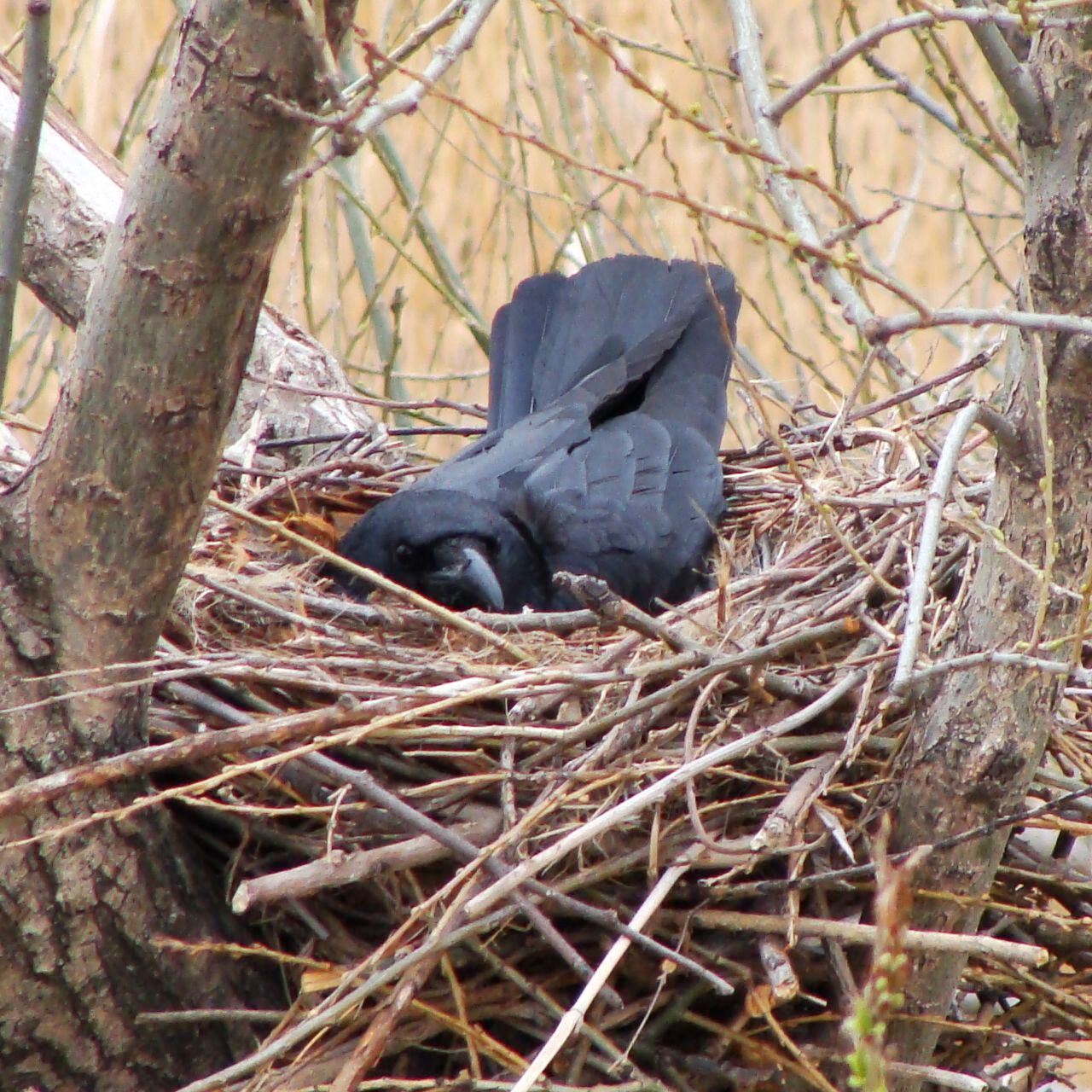
ヤナギの木の股に小枝などを集めて営巣するハシボソガラス

河川敷や農耕地など開けた環境に生息する。極度に都市化が進んだ地域や高山帯ではあまり見られない。ペアは年間を通して縄張りを持つが、非繁殖期には夜間決まった林に集団でねぐらをとる。
鳴き声は「ガーガー」と濁って聞こえるが、ハシブトガラスのそれに似る場合もある。
営巣は開けた場所に位置する樹木に木の枝を組み合わせたお椀状の巣を作り、巣材に針金やハンガーなどを利用することもある。
知能は高く、信号停車中の車のタイヤの前にクルミや貝などを置いて割るのも本種である。
食性は雑食で、昆虫類、鳥類の卵や雛、小動物、動物の死骸、果実、種子などを食べる。ハシブトガラスよりも比較的植物質を好む傾向にある。ハシブトガラスと違って地面をウォーキング（交互に脚を出して歩く）する時間が長いため、地面採食（土食い）もする。
産卵期は4月頃で、1回に3-5個の卵を産む。主にメスが抱卵し、その間オスはメスに餌を運ぶ。抱卵日数は約20日。雛に対する給餌は雌雄共同で行い、雛は孵化後約1か月で巣立つ。子育てに失敗した場合は再度抱卵して子育てを行うこともあるが、前述のとおり時間を要するため、北では1回が限度と見られる。

## 人間との関係
ハシブトガラスが森林に生息していたのに対し、本種は人里近くに生息し住み分けてきた。かつて日本で「カラス」といえば本種を指したが、都市部へハシブトガラスが進出したため、「日本のカラス」の座をハシブトガラスに譲ることになった。実際、都市化にともなってハシブトガラスが個体数を増やしているのに対し、本種は個体数を漸減している。
学名の種小名 corone は一般には鳴き声に由来していると考えられているが、白いカラスを従えていたギリシャ神話の太陽神アポローンの愛人、コローニスに由来しているという説もある。
狩猟鳥ではあるが、今日肉を食用に供することはまずなく、もっぱら煩瑣な手続きを経ることなく農業害鳥として駆除できるのに役立つ程度である。ただし世界的には中国や西洋において、古来より薬用として食べてきた歴史があり、いわゆるゲテモノとしてではなく一般的な食材に供した例も洋の東西を問わず世界的には多々ある。
日本においては北海道の一部、秋田県、茨城県、長野県、岐阜県などでかつて食用に供されてきた。なかでも有名なのが、長野県上田市のカラス田楽という郷土料理である。岐阜県においても、大正中期ごろまで地元の肉屋でカラス肉が売られていたという。現在でもごく少量が食用に供されている。
カラス肉の調理方法は、基本的には鳥類の調理方法と同じであるが、カラスは筋肉質で脂肪分が少ないため、低い温度でじっくり焼き上げるか細かくミンチにして調理することが望ましい。また、皮を焼くと非常に固く食感が悪いため、皮は取り除いて調理すると良い。味は良いとされる。

## 画像

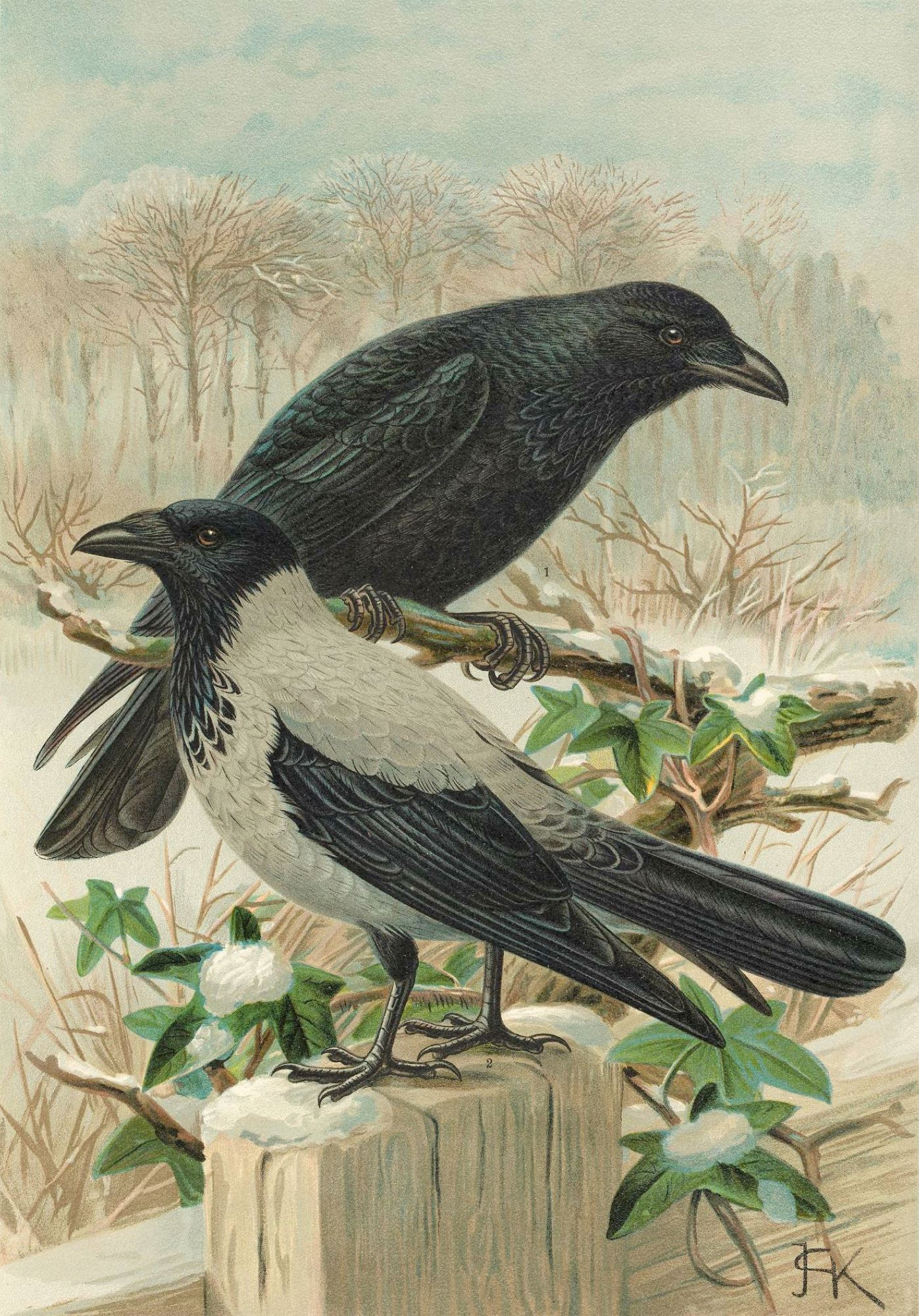
上はハシボソガラス、下は同属のズキンガラス
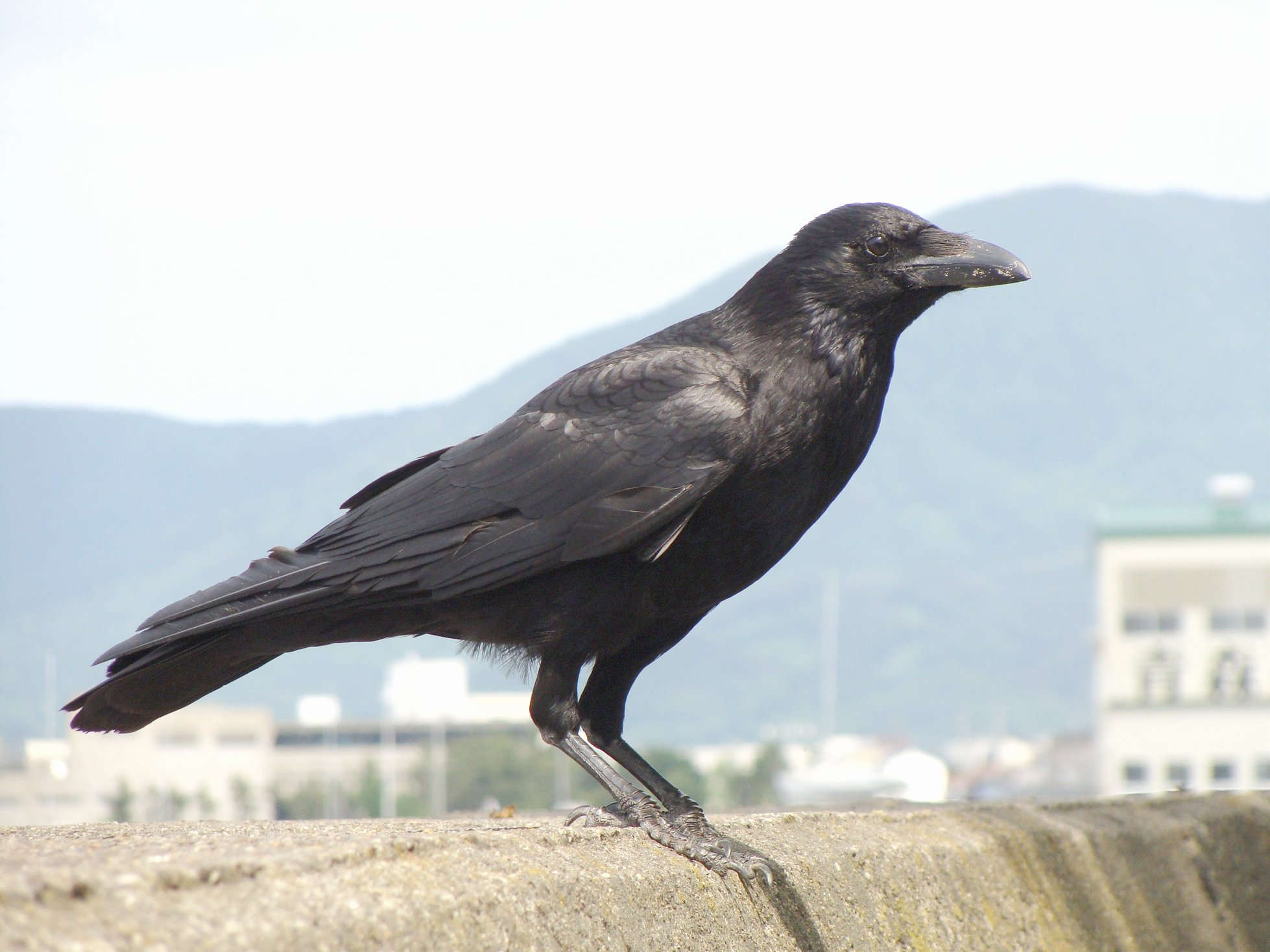
横から撮影（威嚇姿勢のハシボソガラスと同一個体　成鳥：年齢不詳）
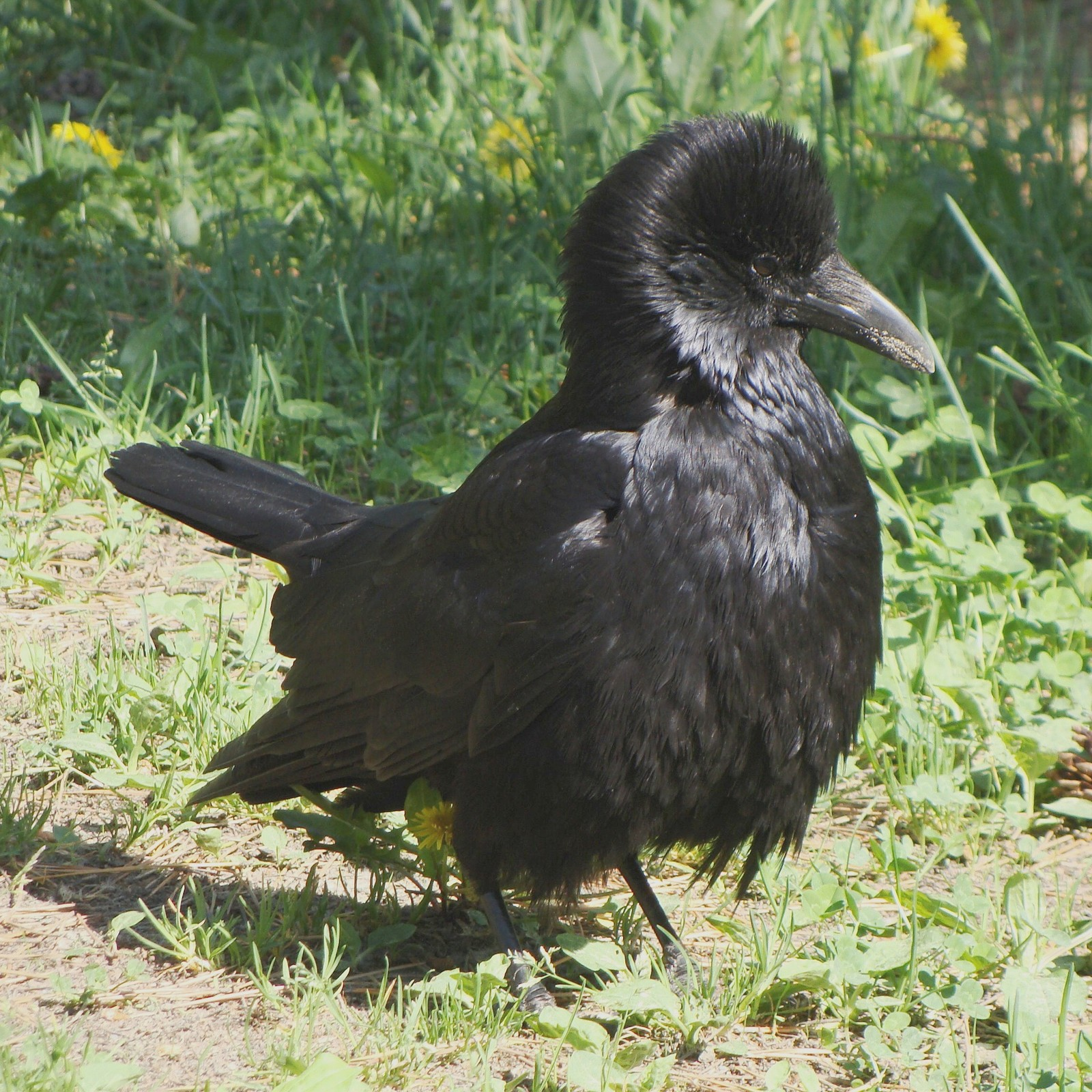
威嚇姿勢（雄）。雌も同様の姿勢をとるが、雄が積極的に行なう。（成鳥：年齢不詳）
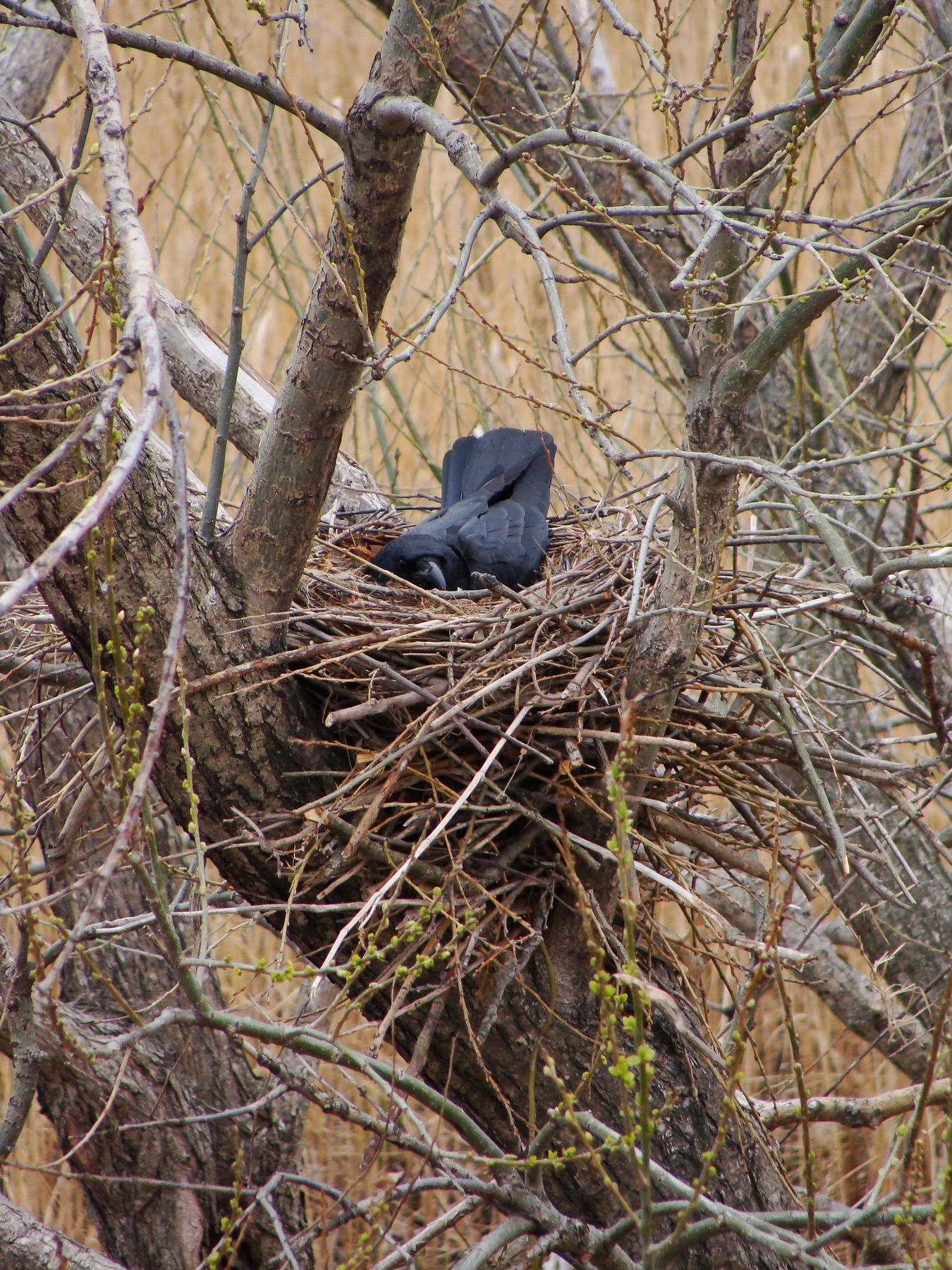
営巣の全景
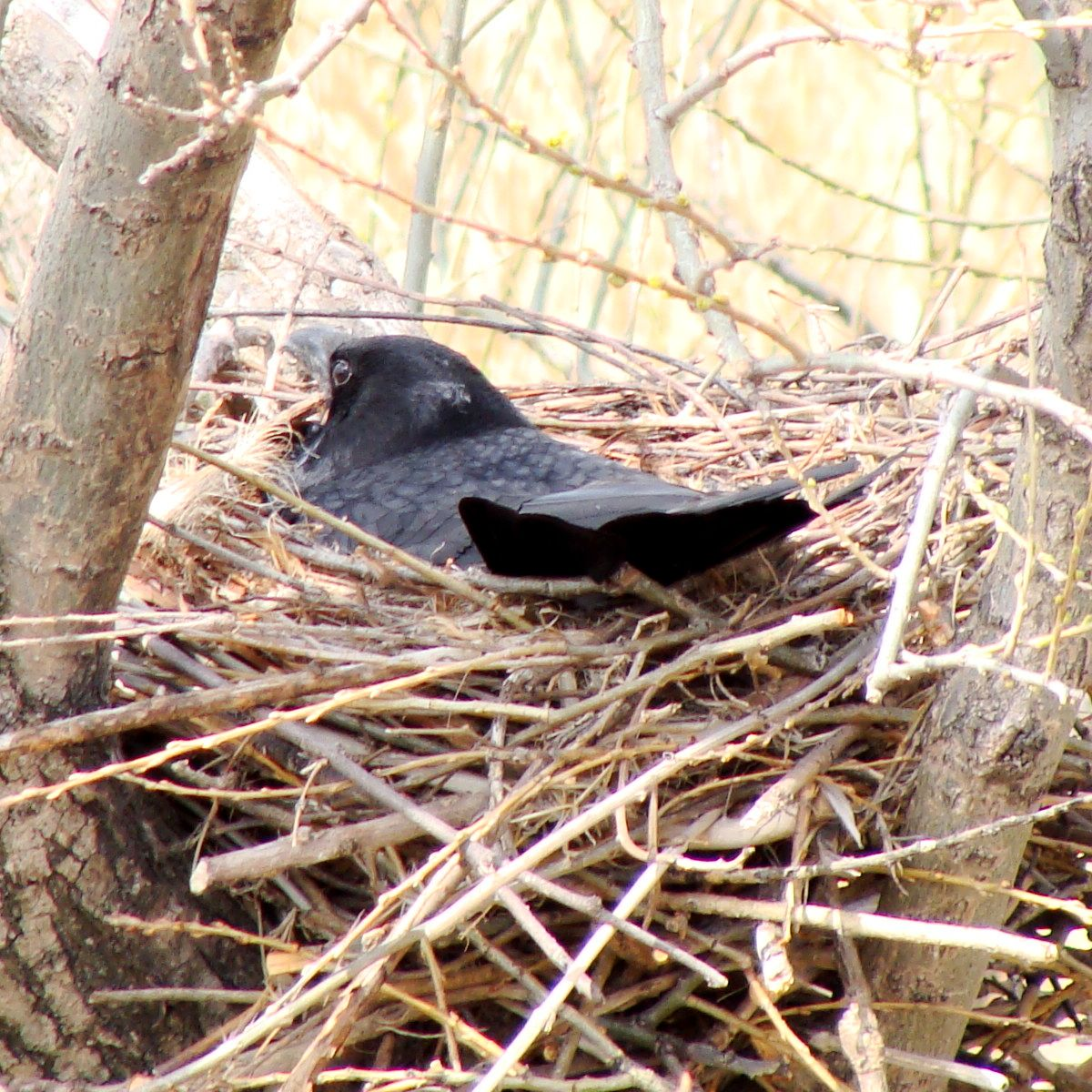
抱卵中の個体（雌）
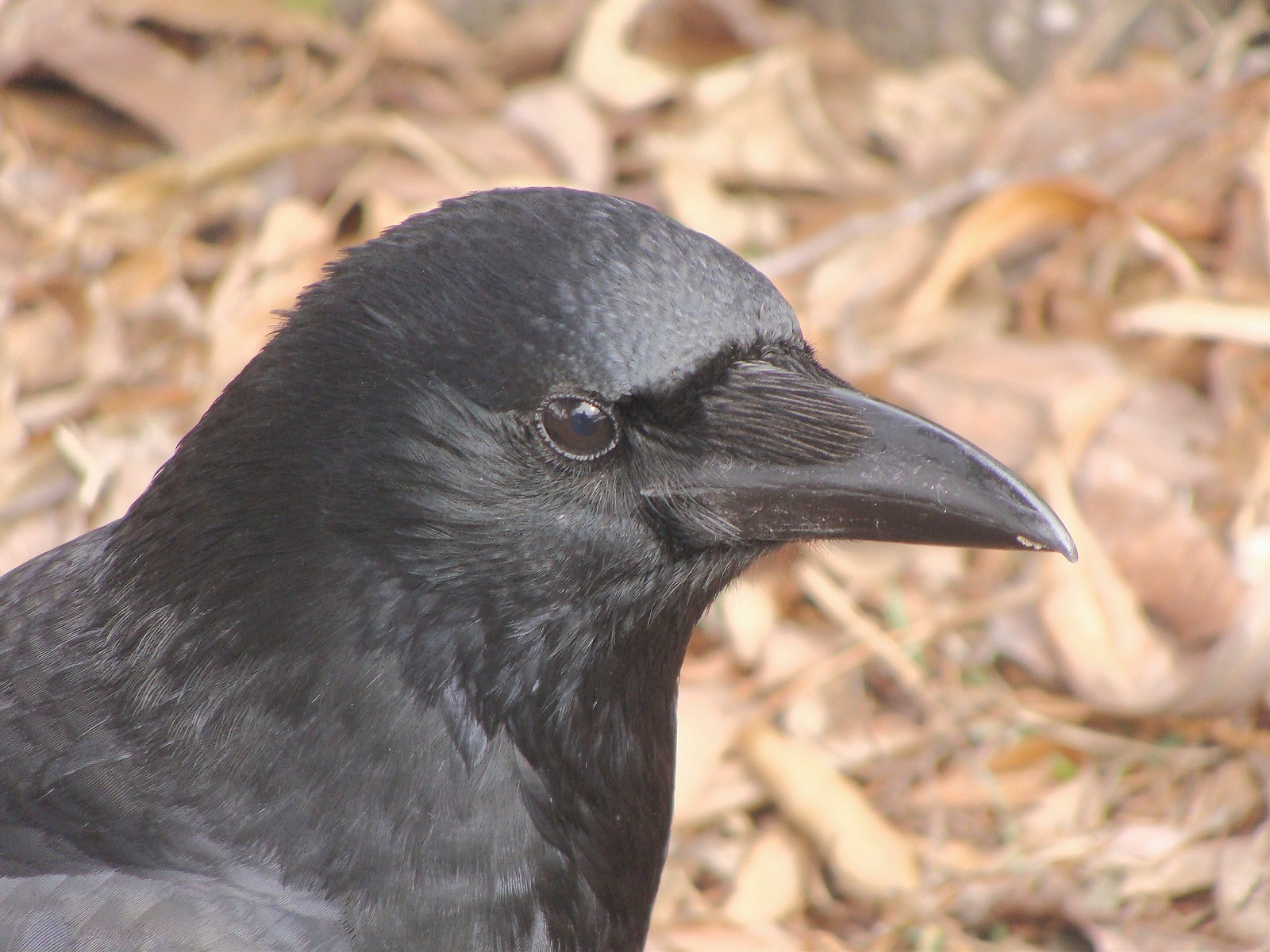
横顔（生後1年未満）
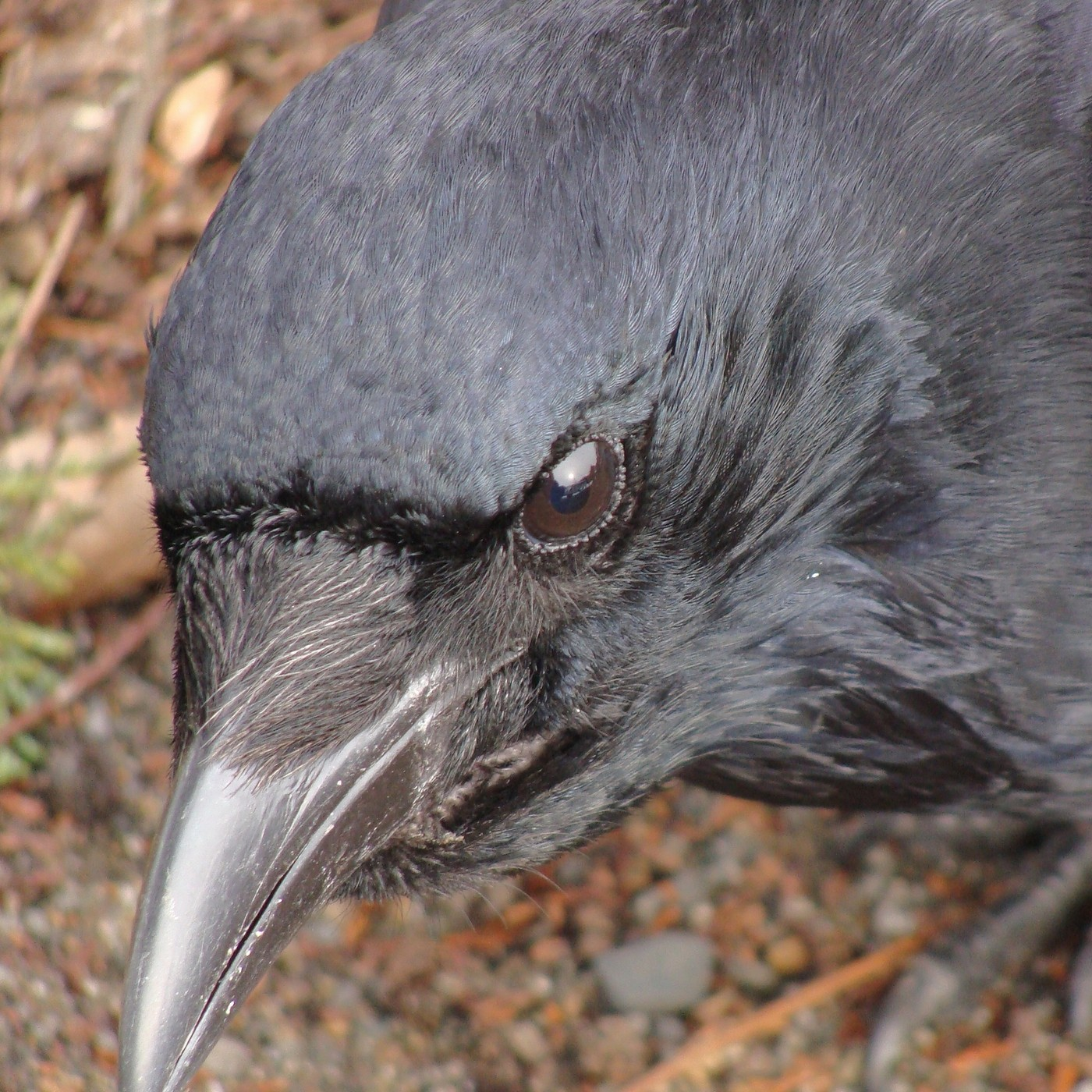
顔を斜め上から（生後1年未満）
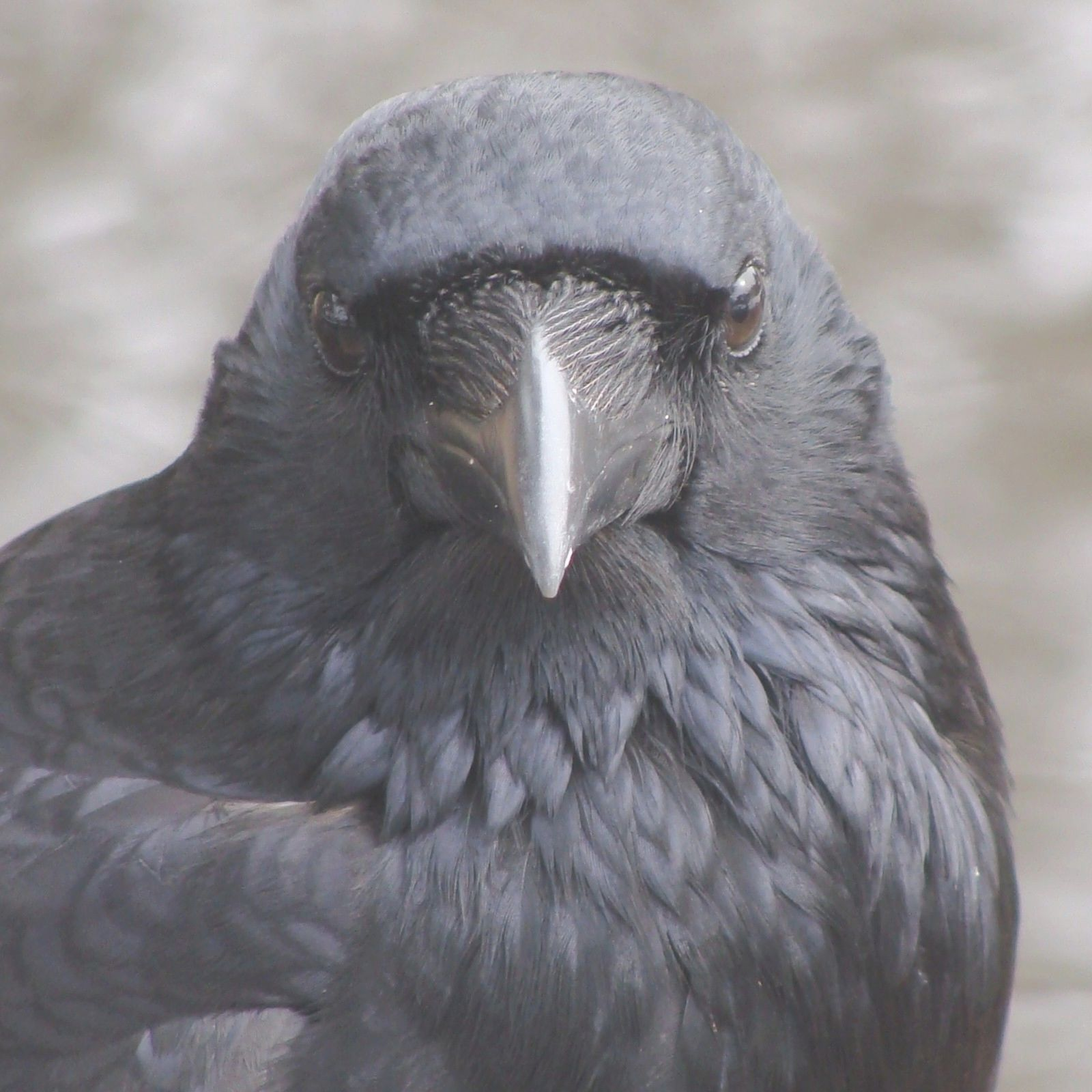
顔を真正面から（生後1年未満）
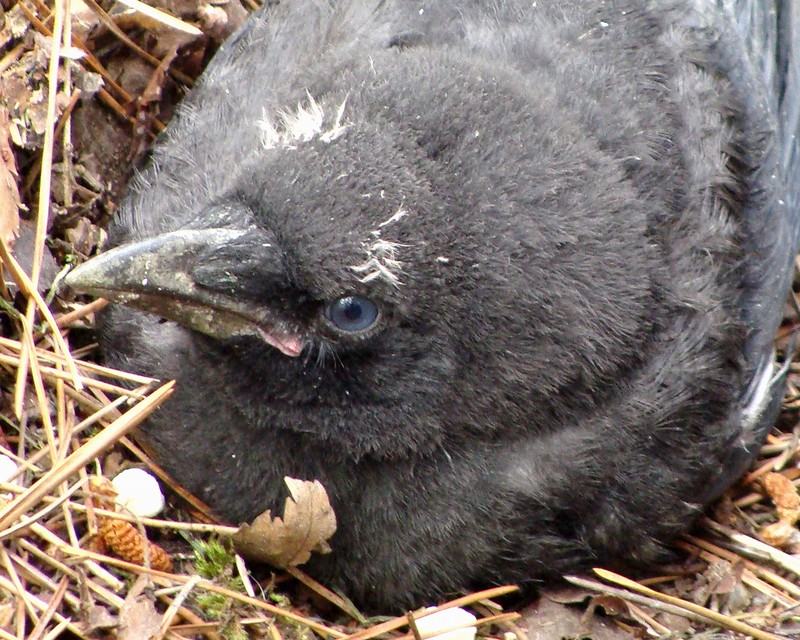
雛の目は青い　歩行可能・飛翔不能
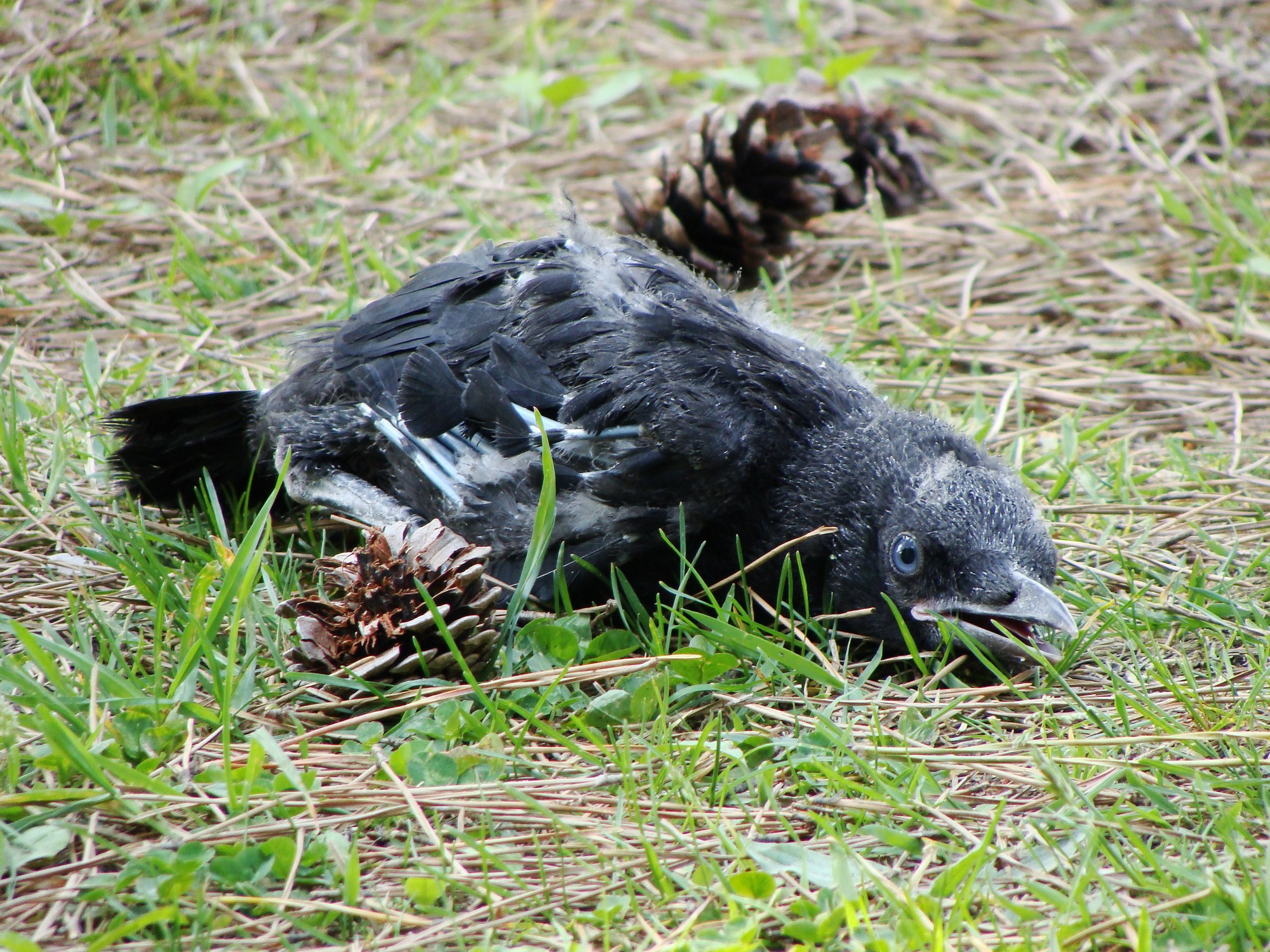
巣立ち初日の雛（横）歩行困難・飛翔不能
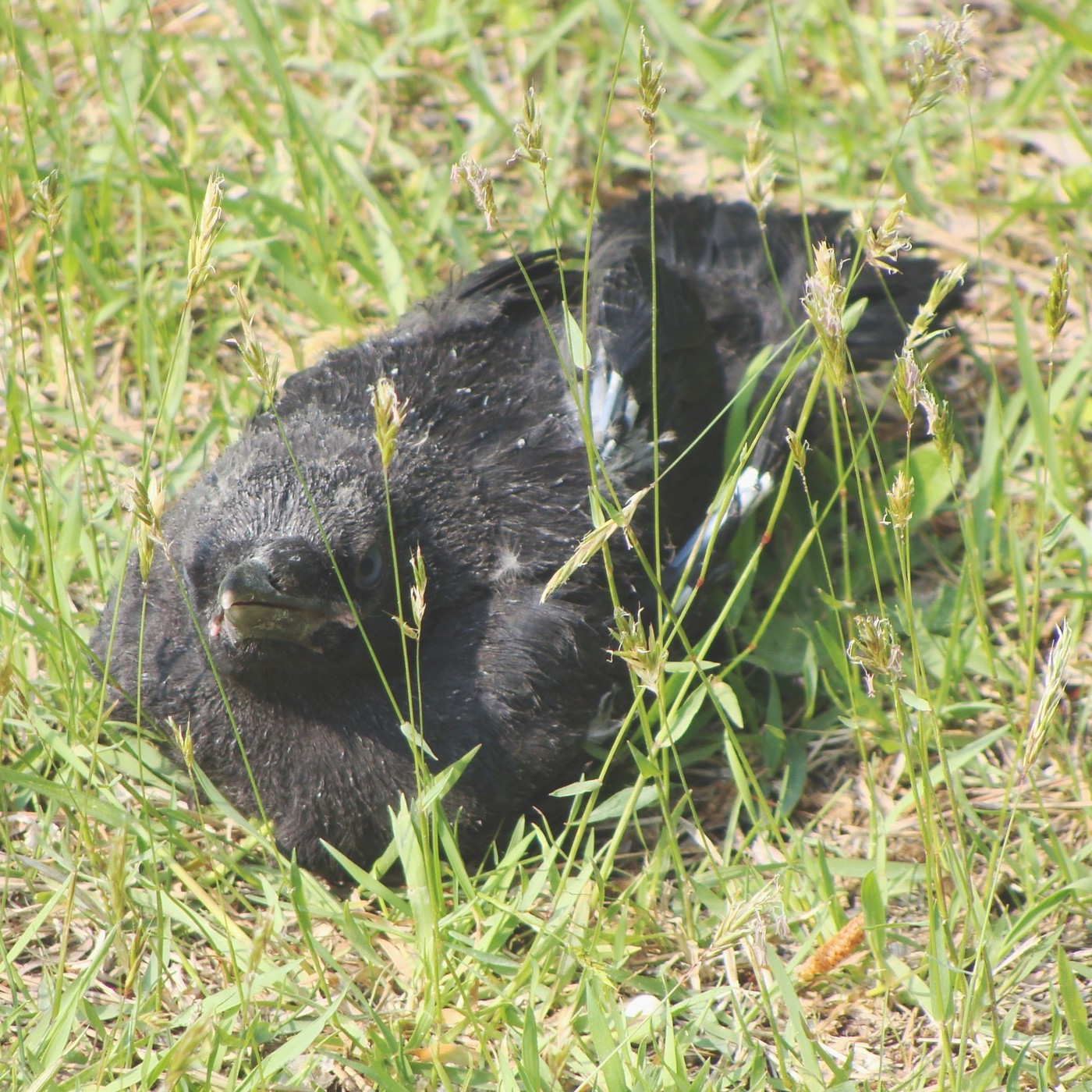
巣立ち初日の雛（前）
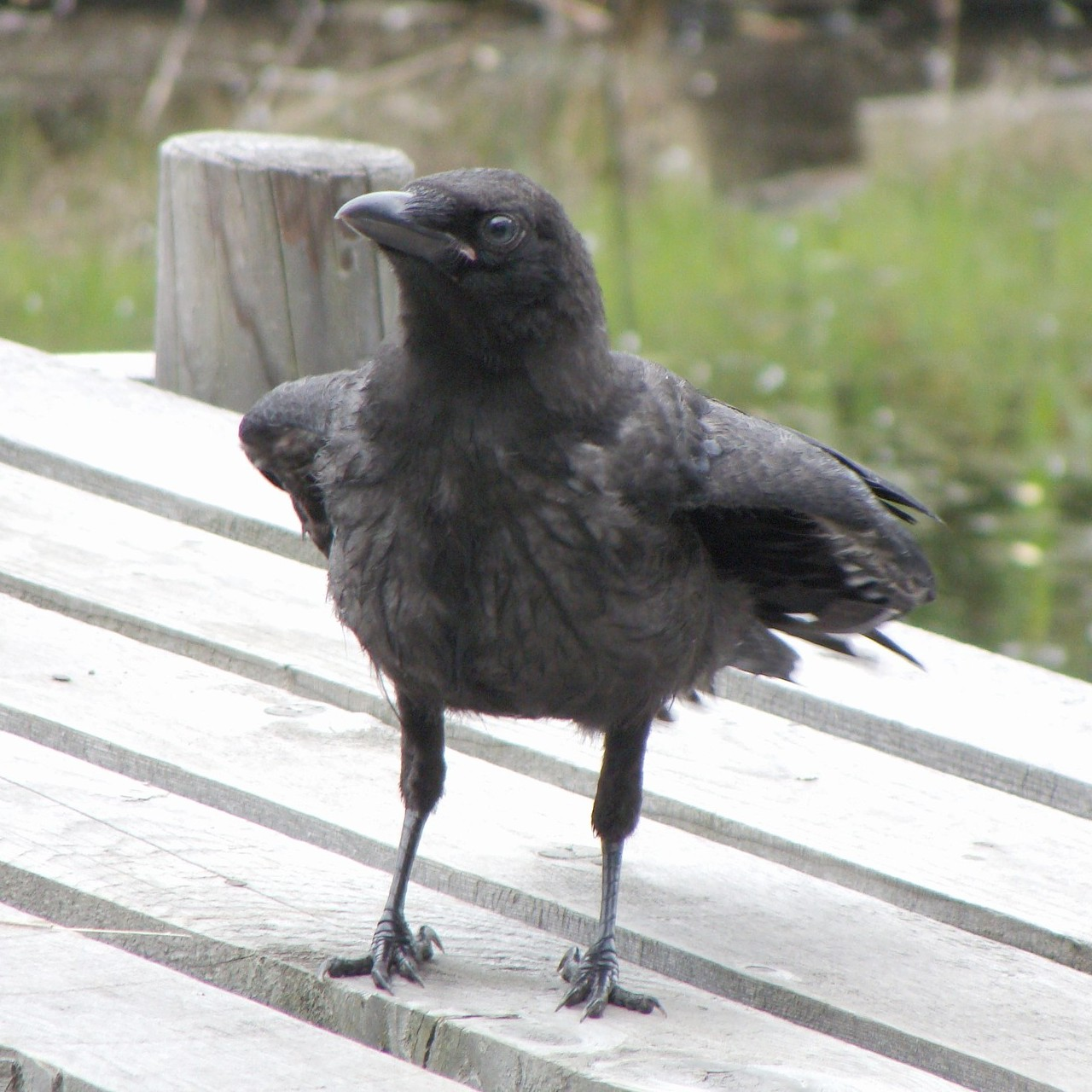
巣立ち1-2週間経過の雛　歩行可能・飛翔可能
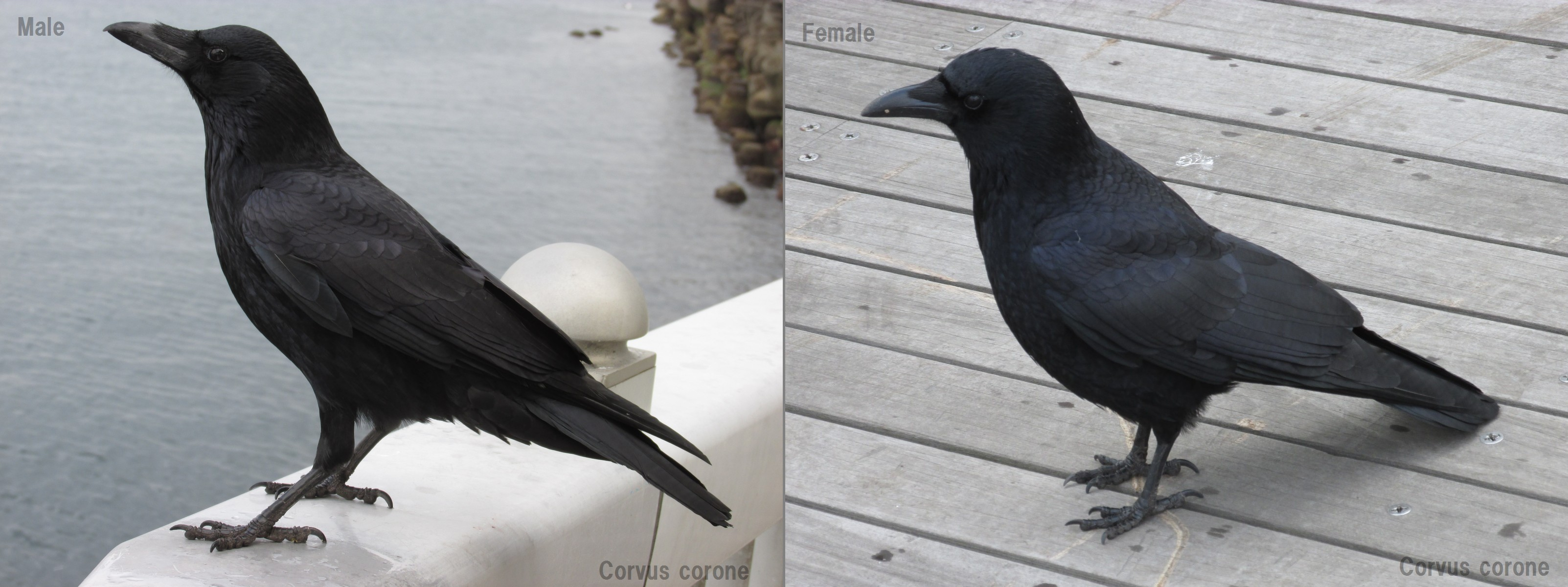
ハシボソガラスのつがい。雄（左）雌（右）。雌雄の違いが分かる。